# Zuckerhase

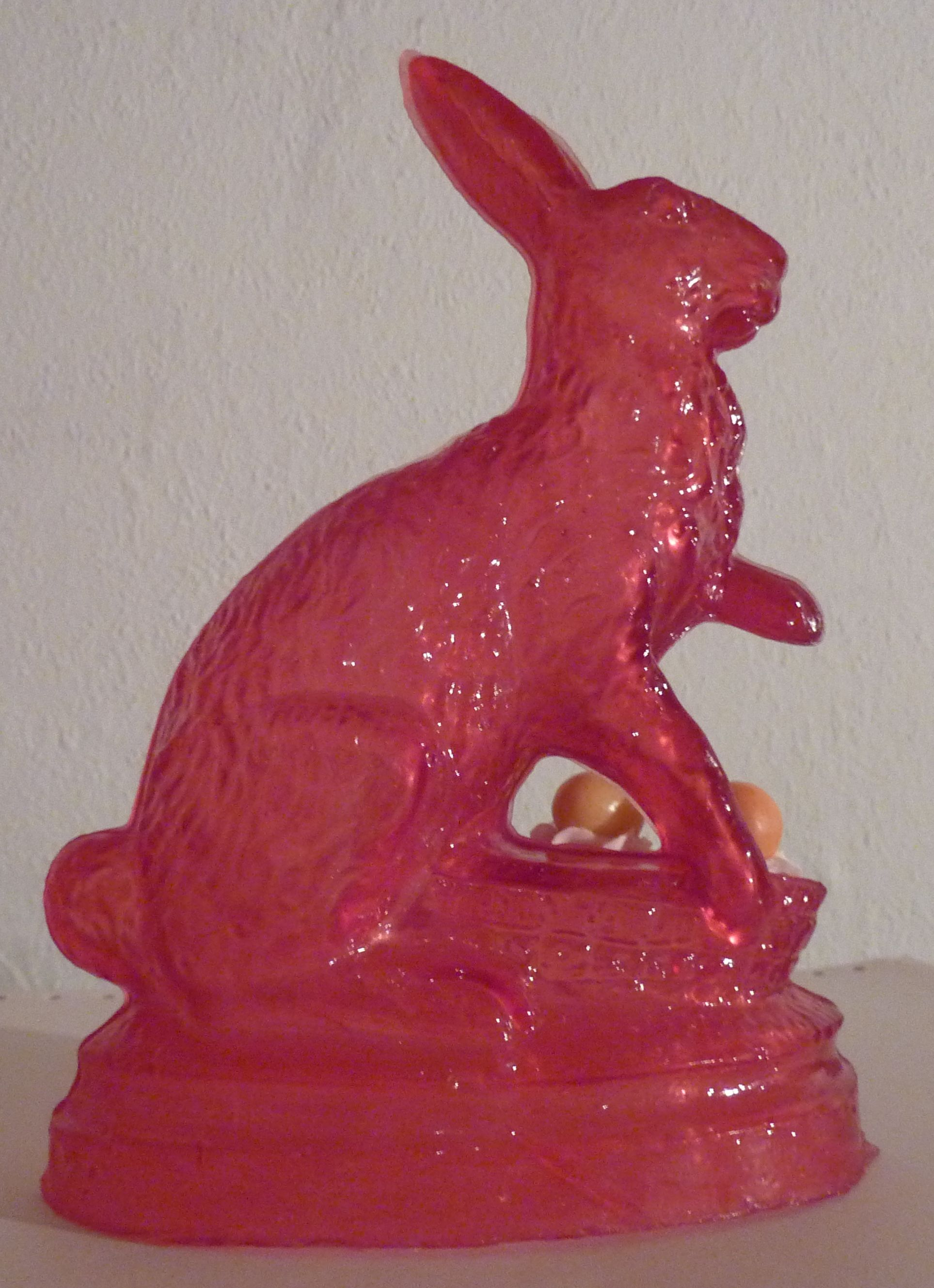
Ein roter Zuckerhase

Der Zuckerhase ist eine Süßware, die zum Osterfest vermarktet wird. Neben den vor allem im süddeutschen Raum verbreiteten roten Zuckerhasen werden auch gelbliche Exemplare, sogenannte Rahmhasen, verkauft. Traditionell wurden Zuckerhasen in Bäckereien, Konditoreien und Zuckerbäckereien gefertigt.

## Herstellung
Eine Masse aus Kristallzucker, Wasser und Glukosesirup wird auf etwa 156 °C, entsprechend 125 Grad Réaumur auf der in der Konditorei teilweise eingesetzten Temperaturskala, erhitzt. Sie wird entweder mit roter Speisefarbe koloriert und mit etwas Essig geklärt oder – bei Rahmhasen – mit Sahne und Butter angereichert. Beim Erhitzen darf die Masse keinesfalls umgerührt werden, da sonst die Kristallbildung des Zuckers angeregt würde. Die heiße, flüssige Masse wird in aufklappbare, mit Öl ausgepinselte Metallformen gegossen, wobei allerdings ein großer Teil des Zuckers gleich danach wieder ausgegossen wird, so dass nur eine hohle, dünnwandige Figur entstehen kann. Nach dem Aushärten in der kalten Form wird am Fuß der überschüssige Zucker abgeschlagen und die Form danach geöffnet, um den Hasen entnehmen zu können. Dies ist nur in einem bestimmten Stadium des Erkaltens der Zuckermasse möglich, da der Zuckerhase sonst entweder zu weich ist und seine Form wieder verliert oder sich so fest mit der Metallform verbindet, dass er beim Herausnehmen zerbricht.

## Farbsymbolik
Die roten Zuckerhasen versinnbildlichen den Sieg des Lebens und der Liebe am Osterfest, die gelben das helle Licht nach der dunklen Osternacht. Während die roten, transparenten Hasen extra gefärbt sind, erhalten die gelben Rahmhasen ihre Farbe durch die Zutaten Butter und Rahm. Sie sind von eher weicherer Konsistenz und weniger durchscheinend.

## Geschichte

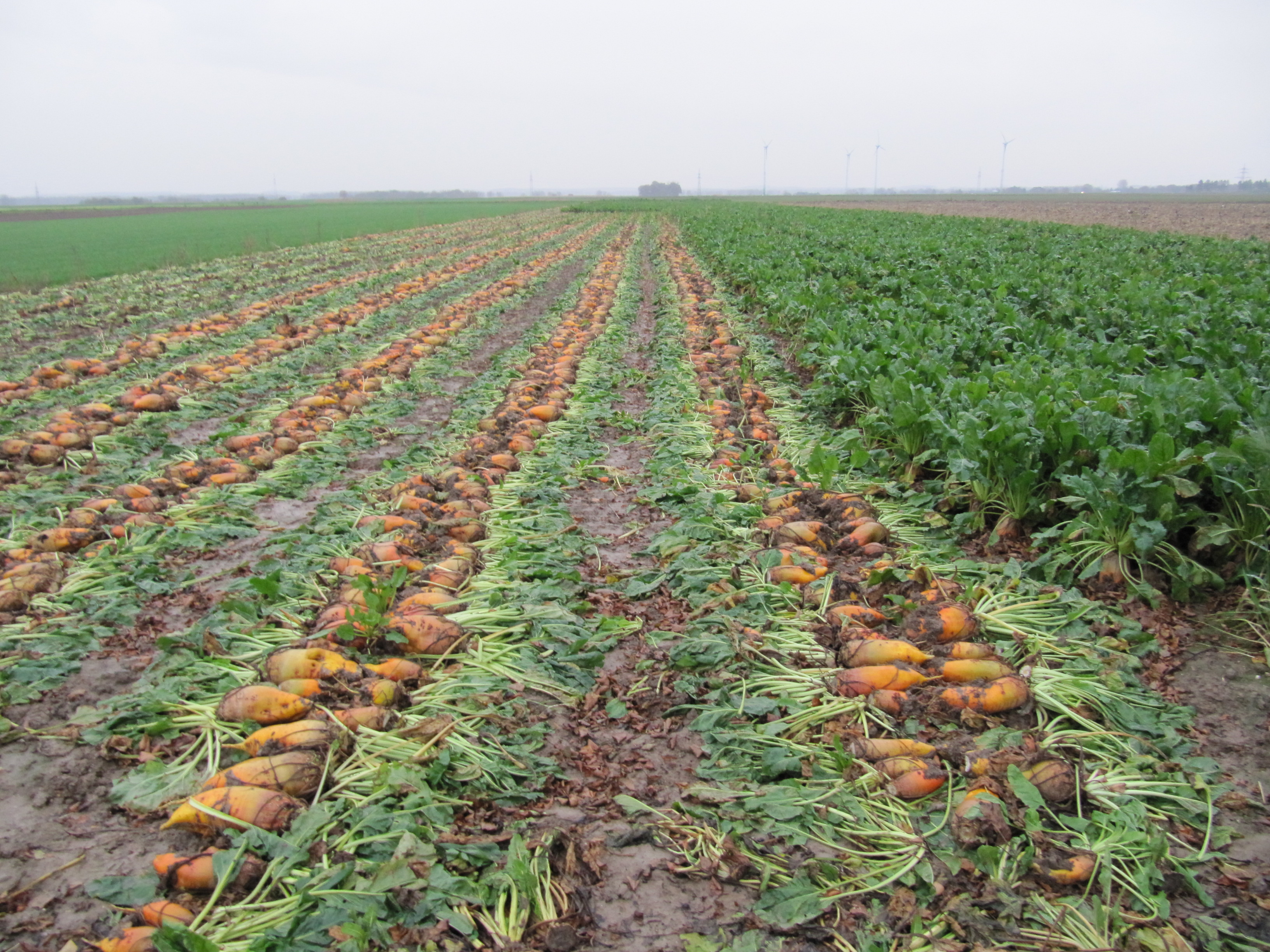
Runkel- oder Futterrüben. Aus der Runkelrübe wurde im 18. Jahrhundert die Zuckerrübe gezüchtet.

Zuckerhasen wurden ab dem 18. Jahrhundert, als Zucker durch die Produktion aus Runkelrüben in Raffinerien statt des Imports des teuren Rohrzuckers bezahlbar wurde, vor allem aber von der Mitte des 19. bis zur Mitte des 20. Jahrhunderts produziert. Danach wurden Ostersüßigkeiten vermehrt aus Schokolade angefertigt, so dass später kaum mehr Formen für Zuckerhasen produziert wurden.

## Dauer- und Sonderausstellungen
Eine Sammlung von Zuckerhasenformen sowie historisches Produktionsgerät ist im Zuckergässle in Langenenslingen zu besichtigen.
Im Markgräfler Museum in Müllheim lief bis zum 22. April 2012 eine Ausstellung mit dem Thema „österliche Konditorformen“ und dem Titel „Alles Formsache“. Bis zum 9. Mai 2012 war die Ausstellung „Von roten Zuckerhasen und Krokanteiern“ in Weil am Rhein zu sehen.

## Sonstiges
1927 wurde Doris Lautenschlagers Buch Der neue Zuckerhase beim J. F. Schreiber Verlag in Eßlingen am Neckar veröffentlicht. Es war in Hasenform gestaltet, der Einband zeigte einen wildfarbenen Hasen mit einem Körbchen mit Eiern auf dem Rücken.